# Округ Григс (Северна Дакота)
Григс (енгл. Griggs County) је округ у америчкој савезној држави Северна Дакота.

## Демографија
По попису из 2010. године број становника је 2.420, што је 334 (-12,1%) становника мање него 2000. године.
| Група             | 2000.         | 2010.         |
| Белци             | 2.729 (99,1%) | 2.387 (98,6%) |
| Афроамериканци    | 0 (0,0%)      | 7 (0,3%)      |
| Азијати           | 4 (0,1%)      | 4 (0,2%)      |
| Хиспаноамериканци | 11 (0,4%)     | 9 (0,4%)      |
| Укупно            | 2.754         | 2.420         |